# Agathonice
Agathonice (łac. Dioecesis Agathonicianus) – stolica historycznej diecezji w Cesarstwie Bizantyńskim (prowincja Tracja), współcześnie w Turcji. Wzmiankowana po raz pierwszy w X wieku. Obecnie katolickie biskupstwo tytularne (wakujące od 1993).

## Biskupi tytularni
| Lp. | Biskup                     | Funkcja                                           | Od               | Do                   |
| --- | -------------------------- | ------------------------------------------------- | ---------------- | -------------------- |
| 1   | Ferdinand Oesterhoff OCist | biskup pomocniczy Münsteru (Niemcy)               | 20 grudnia 1723  | 22 października 1748 |
| 2   | John Baptist Lamy          | wikariusz apostolski Nowego Meksyku (USA)         | 23 lipca 1850    | 29 lipca 1853        |
| 3   | Pasquale Pagnucci OFM      | wikariusz apostolski Shaanxi (Chiny)              | 15 kwietnia 1867 | 29 stycznia 1901     |
| 4   | William Brasseur CICM      | wikariusz apostolski Montagnosa/Baguio (Filipiny) | 10 czerwca 1948  | 1 lutego 1993        |